# Daytime Wives
Daytime Wives è un film del 1923, diretto da Émile Chautard. La pellicola non ci è giunta nella sua interezza.

## Trama
Ruth Holt è la segretaria di Elwood Adams, imprenditore edile. I due lavorano alacremente gomito a gomito, in ufficio e nel nuovo cantiere, dove si sta costruendo un grattacielo. Con grande competenza, Ruth prende iniziative atte a far fronte efficacemente ai problemi di credito che l'impresa ha con la banca, nella persona di Perry Martin. Nello stesso tempo, Ruth cerca di non trascurare i propri hobby: è danzatrice in una filodrammatica amatoriale; ed è molto affezionata al figlio della signora delle pulizie dello stabile in cui abita, il piccolo Michael O'Shea.
L'amata moglie di Elwood, Francine, ha un'altra concezione della vita. Pur senza sentimenti malvagi, le pare del tutto naturale limitarsi ad usufruire delle finanze – non infinite – del marito, senza per nulla interessarsi agli effettivi frutti del suo reale lavoro, o per lo meno alla fatica e alla dedizione necessari per portarlo avanti in collaborazione con Ruth. Francine coltiva anche un rapporto – peraltro privo di malizia quale che sia – con un ammiratore, una sorta di cascamorto, Larry Gilfeather.
Forse perché trattato da moglie e marito con l'indifferenza che sentiva essere impropria all'eccitante ruolo di pericoloso seduttore che s'immaginava di avere, o perché palesemente interessato a Ruth, è proprio Larry – dopo aver incontrato casualmente per le vie cittadine Elwood e Ruth che si occupavano dell'infortunato Michael andandolo a prendere in ospedale poiché la madre era impegnata – a mettere la pulce nell'orecchio a Francine, insinuando che il marito avrebbe una relazione con la segretaria. Francine non può crederci, convinta (a ragione) che il marito la ami, ma Larry insiste, giungendo a seguire di nascosto Elwood e a fare la spia presso la moglie sul rapporto extraconiugale che crede ci sia, o si inventa esserci, fra il marito e la segretaria.
Un giorno il caposquadra Ben Branscom, dall'alto delle impalcature del cantiere, scorge una donna alla guida di un'auto, che, per uscire dal parcheggio, urta la sua propria automobile, distaccandone un paraurti, e apprestarsi ad allontanarsi senza nulla dire. La raggiunge. La donna dice di rivolgersi al marito, che avrebbe pagato i danni, e gli porge un biglietto da visita. Branscom apprende che la donna era Francine, la moglie del capo. Raggiunge, adirato, Elwood, e fra i due nasce una colluttazione, a seguito della quale alcuni lavoranti perdono il controllo di un macchinario del cantiere: pesanti travi cadono dall'alto, e si verifica uno spaventoso crollo. Ruth e Elwood, e diversi altri operai, rimangono feriti. L'ossatura del grattacielo è ora un mucchio di rovine. Gravissimi problemi finanziari si presentano, a questo punto, per Elwood.
Problemi che possono essere affrontati solo con la collaborazione del bancario Perry Martin, che Elwood invita ad una cena in un locale per parlare a tu per tu, insieme alla moglie, della situazione. Francine non vuole aver a che fare con la cosa. Elwood è costretto a ricorrere a Ruth, che gli saprà dar man forte nel colloquio coll'emissario dell'istituto di credito. Quando Perry Martin incontra al ristorante Ellwood e Ruth, scambia quest'ultima per la moglie dell'imprenditore. Ruth è allibita ma sta al gioco, rendendosi conto dell'importanza che la delicata situazione riveste per il futuro dell'azienda che lei stessa aveva contribuito a far prosperare.
Quando Francine, avvertita telefonicamente da Larry (sempre presente come spione nel locale), giunge nel ristorante, convinta che la segretaria si stia facendo passare a bella posta per lei, minaccia di fare una scenata. Ruth le chiede di trattenersi e le ripete che da quel colloquio sarebbe dipesa la sopravvivenza o la rovina dell'azienda del marito. Niente da fare: Francine si siede al tavolo, e – lasciando Perry Martin nella confusione – accusa Ruth di essere una di quelle donne che, non riuscendo a procurarsi un marito, rubano quello delle altre. Ruth ne ha abbastanza: "Il problema non è procurarsi un marito, signora Adams", le dice, "ma riuscire a tenersene uno!", e lascia il locale.
Giunti a casa, Elwood e Francine iniziano un confronto chiaritore.

## Produzione
La pellicola, per l'uscita americana, consisteva di 7 rulli per una lunghezza totale di 2027 metri.
Basandosi su una copia in nitrato preservata presso il National Film & Sound Archive of Australia, mancante dell'ultimo rullo, la Biblioteca del Congresso ha realizzato un restauro digitale del film nel 2018.

## Distribuzione
Distribuito dalla Film Booking Offices of America, il film è uscito nelle sale cinematografiche statunitensi il 2 settembre 1923.
Il film del 1939 Moglie di giorno (Day-Time Wife) di Gregory Ratoff ha una trama vagamente impostata su Daytime Wives.
Il film è visionabile sulla piattaforma YouTube.

## Accoglienza
La storica del cinema Robin Blaetz fa notare che la soggettista Lenore Coffee, "nota per i suoi adattamenti di opere di narrativa scritte da donne (…) si trovava a suo agio nell'ambiente di Hollywood (…) ma i suoi soggetti originali sull'esperienza femminile non vi erano ben ricevuti. Per esempio Daytime Wives, che era, per usare le parole della stessa Coffee "un'idea molto moderna per il periodo, trattandosi della stranamente intima relazione fra un uomo e la sua segretaria" ricevette una stroncatura insolitamente lunga su Variety (Coffee 1973, p. 86). (…) Siamo portati a chiederci se a quel tempo esisteva una correlazione fra le recensioni negative e i film più impegnativi e latori di turbamento che si occupavano della realtà delle vite delle donne."